# أوشين
'أوشين' (おしん) هو مسلسل تلفزيوني ياباني. بثّته هيئة الإذاعة اليابانية NHK من 4 أبريل 1983 إلى 31 مارس 1984. بلغ عدد حلقاته 297 حلقة، مدة كل منها 15 دقيقة، يتتبّع المسلسل حياة شين تانوكورا (田倉しん تانوكورا شين) خلال فترة ميجي حتى أوائل الثمانينيات. تُدعى شين في العمل "أوشين"، وهو لقب ياباني قديم.
يعتبر مسلسل أوشين أحد أكثر المسلسلات مشاهدةً على الإطلاق حيث عُرض في 68 دولة أخرى، وتُرجم إلى عددٍ كبير من اللغات بما في ذلك الإنجليزية والعربية. عام 1984، حوّلت شركة سانريو الحلقات السابقة من الدراما (التي ركزت على أوشين الشابّة) إلى فيلم رسوم متحركة. أعاد الفيلم استخدام النصوص التي كتبها سوجاكو هاشيدا، وأدّت أياكو كوباياشي، التي لعبت دور أوشين الشابة، التعليق الصوتي لأوشين.

## خلفية
يستند مسلسلأوشين إلى سيرة ذاتية خيالية لامرأة يابانية، على غرار كاتسو وادا (和田加津)، التي شاركت في تأسيس سلسلة سوبر ماركت ياوهان مع زوجها ريوهي وادا. </link> تم تطوير بنية القصة من خلال مجموعة من الرسائل المجهولة التي جمعها سوجاكو هاشيدا . وقالت هاشيدا: "إنه الماضي الذي لا يمكن سرده لامرأة من فترة ميجي، كتبت وهي على فراش الموت". "شعرت أن الحديث عن الصعوبات التي واجهتها أثناء خدمتها كمتدربة وبيعها في بيت للدعارة كان التزامًا يحتاج جيلنا إلى احترامه. ومع ذلك، كانت المواضيع قاسية ومظلمة للغاية لدرجة أن العرض رفضته كل شبكات التلفزيون [اليابانية]. حتى هيئة الإذاعة والتلفزيون اليابانية (NHK) عارضت ذلك." وقالت هاشيدا إنه قيل لها "لا يمكننا مواجهة قضايا فترة ميجي". سُوّي الأمور عندما أعطى مدير المحطة آنذاك ميكيو كاواغوتشي موافقته.

## البطولة
- أياكو كوباياشي بدور تانيمورا شين (عندما كان طفلاً)
- يوكو تاناكا بدور تانيمورا شين (تانوكورا شين) (في سن المراهقة والبلوغ)
- نوبوكو أوتوا بدور تانوكورا شين (كامرأة مسنة)
- شيرو ناميكي بدور تانوكورا ريوزو
- شيرو إيتو بدور تانيمورا ساكوزو
- نعومي هاسي بدور ياماني أتسوكو (تانوكورا أتسوكو)
- بينكو إيزومي بدور تانيمورا فوجي
- آية شيكيا بدور كايو (عندما كانت طفلة)
- تيرومي أزوما بدور كايو (بالغة)
- كازو كيتامورا بدور تانوكورا دايجورو
- سويشيرو كيتامورا بدور تانوكورا فوكوتارو
- تسونيهيكو واتاسي بدور تاكاكورا كوتا
- أكيو كانيدا بدور هيرانو
- هارو أكاجي بدور كامياما هيسا
- سي هيرايزومي بدور ناكاجاوا غونجي
- ماساتوشي ناكامورا بدور شونساكو
- هيرويوكي ناجاتو بدور كوابي ساكوزو
- إتسوشي تاكاهاشي بدور تانوكورا هيتوشي

## الفيلم الروائي
في أكتوبر 2013، عُرض فيلم روائي طويل مستوحى من المسلسل في دور السينما في جميع أنحاء اليابان. يركز الفيلم على طفولة أوشين.

## أنظر أيضاً
- الأميرة سارة

## روابط خارجية
- Oshin – おしん  في قاعدة بيانات الأفلام على الإنترنت (بالإنجليزية)

قالب:Asadora